# 普吕耶勒谢蒂夫
普吕耶勒谢蒂夫（法語：Pruillé-le-Chétif，法語發音：[pʁɥije lə ʃetif]）是法国萨尔特省的一个市镇，属于勒芒区。

## 地理
普吕耶勒谢蒂夫（47°59'34"N, 0°6'31"E）面积10.3 平方千米，位于法国卢瓦尔河地区大区萨尔特省，该省份为法国西北部内陆省份，北起顺时针与奥恩省、厄尔-卢瓦省、卢瓦-谢尔省、安德尔-卢瓦尔省、曼恩-卢瓦尔省和马耶讷省接壤，是法国大西部的入口，连接卢瓦尔河谷、布列塔尼和巴黎盆地。
与普吕耶勒谢蒂夫接壤的市镇（或旧市镇、城区）包括：特朗热、阿洛讷、埃蒂瓦勒莱勒芒、鲁永、圣乔治迪布瓦。

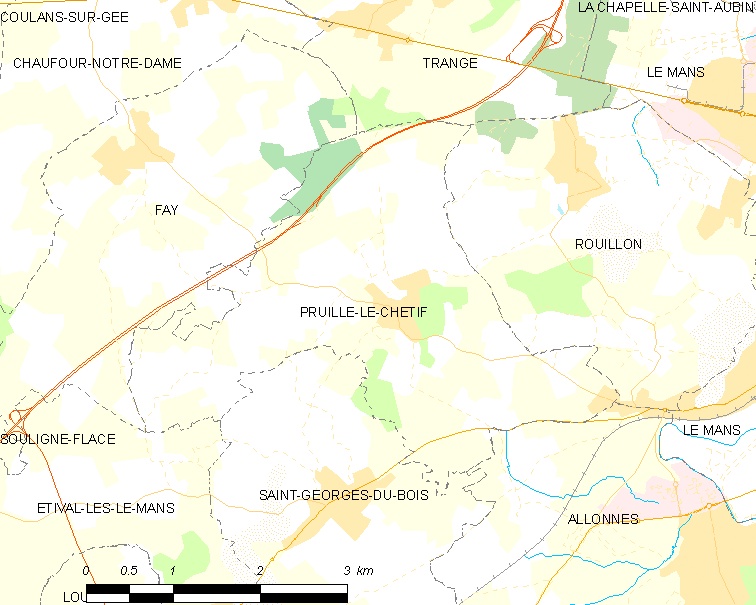
普吕耶勒谢蒂夫的OSM定位图

普吕耶勒谢蒂夫的时区为UTC+01:00、UTC+02:00（夏令时）。

## 行政
普吕耶勒谢蒂夫的邮政编码为72700，INSEE市镇编码为72247。

## 政治
普吕耶勒谢蒂夫所属的省级选区为勒芒第七县。

## 人口

1962-2008年间普吕耶勒谢蒂夫人口变化图示

普吕耶勒谢蒂夫于2022年1月1日时的人口数量为1333人。